# Paula Echevarría
Paula Echevarría (Carreño, 7 augustus 1977) is een Spaans model en actrice.

## Biografie
Echevarriã speelde voor het eerst in een televisieserie mee in 2000. Ze speelde in verschillende series grote rollen, waaronder de rol van Ana Rivera in de serie Velvet van 2014 tot 2016. Deze serie is ook te zien op Netflix.
In 2006 huwde ze met zanger David Bustamente waarmee ze in 2008 een dochter Daniella kreeg. In maart 2018 ging het koppel uit elkaar.
- Istituto Centrale per il Catalogo Unico: MODV643404
- Virtual International Authority File: 22151836435320400084